# 龍窩雪原
85°51′S 154°0′W / 85.850°S 154.000°W
龍窩雪原（英語：Dragons Lair Névé），是南極洲的雪原，位於阿蒙森海岸，處於海斯山脈，被格里菲思山、普利策山、泰勒嶺和沃恩冰川包圍，面積65平方公里，美國地質調查局根據測量和美國海軍拍攝的空中照片繪入地圖，現時由南極條約體系管理。